# Teste de Aborto (ISRO)
Teste de Aborto (ISRO) foi um teste do sistema de escape no lançamento realizado pela ISRO como parte do Indian Human Spaceflight Programme. O teste bem sucedido ocorreu dia 5 de julho de 2018.
Um Teste de Aborto na Plataforma é um teste do sistema de aborto no lançamento. Esse sistema é projetado para rapidamente tirar a nave do foguete no caso de uma falha em potencial. É parecido com o assento ejetor de um caça, mas em vez de ejetar o piloto da nave, toda a nave é "ejetada" do foguete. A tecnologia desenvolvida deverá ser aplicada na primeira nave tripulada da Índia, ou Gaganyaan, cujo lançamento deverá ocorrer em 2021.

## Voo
A contagem regressiva do teste começou as 20:30 UTC do dia 5 de julho de 2018. As 01:30 UTC o sistema de escape com a cápsula foi lançado do Centro Espacial de Satish Dhawan de forma bem sucedida. A cápsula atingiu uma altitude máxima de 2,75km, onde por fim desceu de paraquedas no Golfo de Bengala, a 2,9 km de distância do centro de lançamento. Foi lançado usando sete foguetes de combustível sólido, que manteve a cápsula dentro dos limites seguros de forças Gs. Posteriormente foram enviados embarcações para resgatar a cápsula. A duração total foi de 259 segundos. O processo foi registrado por cerca de 300 sensores. Os objetivos principais foram uma subida nominal de 20 segundos e outros 200 de descida, sem incluir a amerissagem. A liberação dos paraquedas ocorreram aos 259,4 segundos após o lançamento, da forma prevista.